# 1999 NZ10
1999 NZ10 är en asteroid i huvudbältet som upptäcktes den 13 juli 1999 av LINEAR i Socorro County, New Mexico.
Den tillhör asteroidgruppen Koronis.